# 段定华
段定华，中华人民共和国政治人物、全国脱贫攻坚先进个人。

## 生平
段定华任生前为施甸县何元乡莽王村党总支书记。因在脱贫攻坚战中作出突出贡献，2021年2月25日全国脱贫攻坚总结表彰大会上，段定华被授予“全国脱贫攻坚先进个人”。